# 세성초등학교 공이분교
세성초등학교 공이분교는 대한민국 충청북도 충주시 살미면 공이송정2길 19 (공이리)에 있었던 공립 초등학교이다

## 학교 연혁
- 1951년 4월 1일 세성국민학교 공이분교장 인가
- 1954년 4월 1일 살미국민학교 공이분교장 (소속 변경)
- 1958년 8월 28일 공이국민학교로 인가
- 1985년 2월 16일 제26회 졸업식(누계 638명)
- 1985년 3월 1일 살미국민학교 공이분교장
- 1988년 3월 1일 세성국민학교 공이분교장
- 1999년 9월 1일 세성초등학교로 통폐합